# 杜思敬
杜思敬（1235年—1320年），字敬夫、亨甫，又字散夫，自号宝善老人。汾州西河县（今山西省汾阳县）人，一作铜鞮县（今山西省沁县）人。元朝官员、医学家，元成宗时官至中书左丞，沁州长官杜丰第三子。
元太宗时杜思敬事忽必烈于藩邸，由平阳路同知转任治书侍御史，出为安西路总管，佥陕西行省事。转任汴梁路总管，入朝为侍御史。至元二十八年（1291年），担任中书参知政事，大德十年（1306年），担任中书左丞，元武宗即位后，告老回家，以医术切于世用，辑录医方《济世拔萃》十九卷，谥号文定。
子孙：
- 杜肯构，山西宣慰使
  - 杜宣，光禄大夫、集贤大学士，追封晋国公
- 杜肯播，会州知州
- 杜肯获，陕西行省左丞
  - 杜文献，晋宁路同知

## 延伸阅读
[在维基数据编辑]
 《新元史/卷148》，出自柯劭忞《新元史》